# Brodde
Brodde (tidigare även stavat Brudde) är både ett nordiskt mansnamn och ett efternamn. Namnets ursprung är fornnordiskt och är en smekform av namnet "Bror". På runsvenska är det belagt som "Bruddi" och på forndanska och fornvästnordiska "Broddi". Latinisering av namnet har förekommit som "Bruddo". Namnet har varit vanligast i Skåne, Småland och Östergötland, men är inte belagt i medeltidens Norge.
I Sverige hade 28 personer Brodde som efternamn den 31 december 2008, 52 män hade Brodde som förnamn varav 15 hade det som tilltalsnamn.

## Personer med namnet Brodde
- Brodde Almer